# Oinomaos

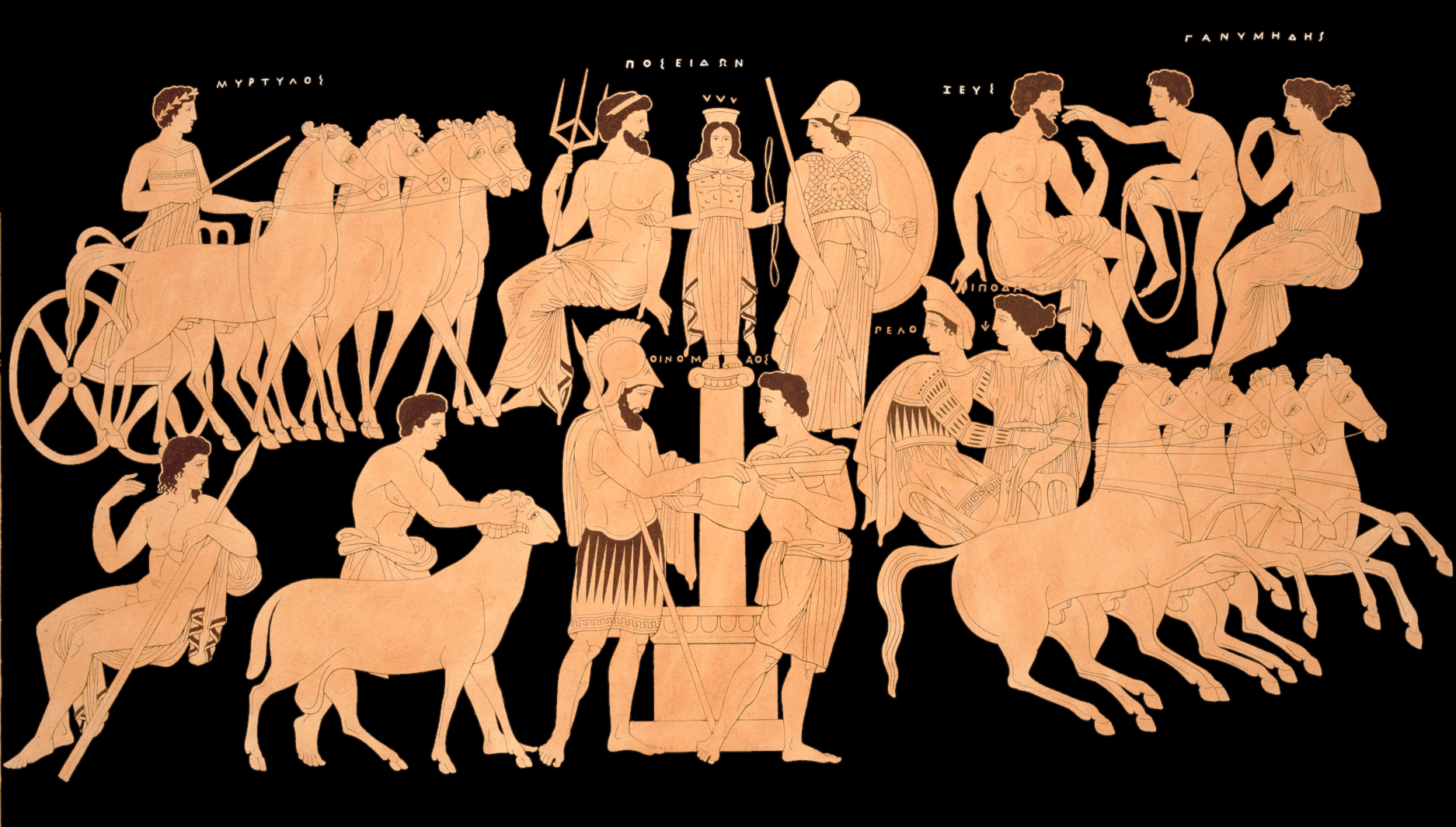
Kung Oenomaus, Hippodamia och olympiska gudar.

Oinomaos var i den grekiska mytologin kung i Elis, far till Hippodameia. 
Oinomaos var dömd av en profetia att dödas av sin svärson. Eftersom Oinomaos betraktade sig som oövervinnelig i hästkapplöpning, hoppades han kunna undkomma sitt öde genom att utmana alla som friade till hans dotter i denna sport. Den trettonde friaren var Pelops. Han mutade kungens stalldräng Mytilos att sabotera Oinomaos' vagn. Genom denna list dödades Oinomaos och Pelops gifte sig med Hippodameia: Profetian hade gått i uppfyllelse. Pelops lät därefter mörda Mytilos för att dölja sitt dåd och införde de Olympiska spelen till Oinomaos ära.